# Stefan Lindl

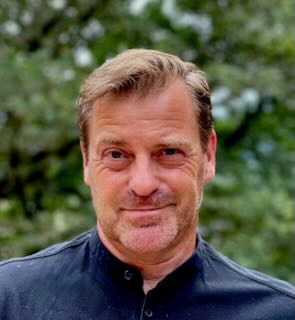
Stefan Lindl

Stefan Lindl (* 7. Juni 1969 in München) ist ein deutscher Klimaforscher, Historiker und Essayist.

## Leben
Lindl studierte Neuere Geschichte, Mittelalterliche Geschichte und Kunstgeschichte an der Ludwig-Maximilians-Universität München. Er promovierte an der Universität Bremen über Klischee und Klio. Über das Konstruieren der Geschichte. Repräsentationsanalysen des kommunikativen und kulturellen Gedächtnisses an der Universität Bremen. 2016 habilitierte er sich an der Universität Augsburg mit dem Thema „Architekturen des Authentischen. Methodisch-theoretische Grundlagen und Fallstudien zur Authentisierung des Historischen in Architektur und Denkmalschutz“. 2008 gründete er zusammen mit Harry Flosser die Denkfabrik „Denktur“.
Lindl lehrt und forscht an der Universität Augsburg. Seine Themen sind nachhaltige Stadtentwicklung, historische Klima- und Gletscherforschung, Authentizitätsforschung, Theorie der Kulturwissenschaften, Maieutik, Interdisziplinaritätsforschung, Design- und Kunsttheorie, Environmental Humanities.
Lindl entwickelte in der Trilogie Gestalten des Gestaltens eine Theorie und Methode zur Analyse und Beschreibung menschlicher Erzeugnisse. Der Theorie Lindls zufolge stehen dem Menschen drei „Modi des Gestaltens“ zur Verfügung: 1. Entweder er belässt Gewordenes bewusst bestehen, wie es ist („nacktes Gestalten“). 2. Er lässt Gewordenes durch eine völlig neue Gestaltung gewaltsam verschwinden („verblendendes Gestalten“). 3. Er versucht das Gewordene weiterzudenken und fortzuentwickeln („entsprechendes Gestalten“). Die drei Bände seines Hauptwerks Trilogie des Gestaltens heißen demnach: Nackt, Blendend, Entsprechend.

## Werke
- Klischee und Klio. Über das Konstruieren der Geschichte. Repräsentationsanalysen des kommunikativen und kulturellen Gedächtnisses. Bremen 2002 (online).
- Die Gestalten des Zeus. Von der Unmöglichkeit gesellschaftlichen Wandels. Passagen Verlag, Wien 2004, ISBN 978-3-85165-638-1.
- Nackt, Gestalten des Gestaltens I. Passagen Verlag, Wien 2005, ISBN 978-3-85165-697-8.
- Blendend, Gestalten des Gestaltens II. Passagen Verlag, Wien 2006, ISBN 978-3-85165-741-8.
- Entsprechend, Gestalten des Gestaltens III. Passagen Verlag, Wien 2008, ISBN 978-3-85165-791-3.
- Noir Pinot. Der Tod des Jacques Morceau. Agnostin Verlag 2006, ISBN 978-3-939835-03-5.
- Der gezähmte Lech. Ein Fluss der Extreme. Volk Verlag, München 2014, ISBN 978-3-86222-140-0 (zusammen mit Marita Krauss und Jens Soentgen).
- Kategorien historischer Authentizität in Architektur und Denkmalschutz. Augsburg 2016 (online).
- Der Umgang mit Gewordenem. Signifikanten-Interaktionsanalyse. Passagen Verlag, Wien 2017, ISBN 978-3-7092-0292-0.
- Klima und Konsum. Gesellschaftliche Konstitution des anthropogen verursachten Klimawandels von 1600 bis Arrhenius. In: Wolfgang Wüst, Gisela Drossbach (Hg.): Umwelt-, Klima- und Konsumgeschichte. Fallstudien zu Süddeutschland, Österreich und der Schweiz, Berlin 2018, S. 469–504, ISBN 978-3-631-77748-0 (online).
- Die authentische Stadt. Urbane Resilienz und Denkmalkult. Passagen Verlag, Wien 2020, ISBN 978-3-7092-0306-4, eISBN 978-3-7092-5040-2.
- Der Park. Eine Philosophie des guten Lebens. Trimax Media, Lichtenau 2025, ISBN 978-3-9109-7322-0.